# 符騰堡的希比拉·伊莉莎白
符騰堡的希比拉·伊莉莎白（德語：Sibylla Elisabeth von Württemberg，1584年4月10日—1606年1月20日）是符騰堡公爵腓特烈一世的女兒，母親是安哈特的希比拉。

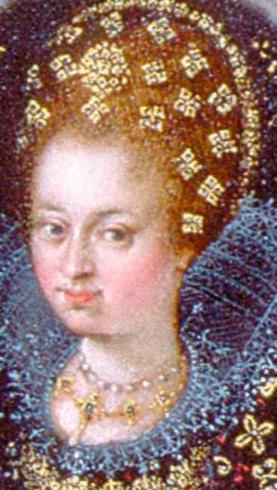

1604年，希比拉·伊莉莎白與薩克森的約翰·格奧爾格（1611年後稱薩克森選侯約翰·格奧爾格一世）結婚，1606年去世。